# Benediktinské opatství v Týnci u Krakova
Benediktinské opatství v Týnci u Krakova spolu s kostelem sv. Petra a sv. Pavla se nachází jihozápadně od města Krakov. Patří mezi nejstarší kláštery v Polsku.

## Historie
Opatství a klášter je umístěn na vápencovém skalním ostrohu, který je nazýván jako Klášterní vrch (polsky Wzgórze Klasztorne) nad řekou Vislou (polsky Wisła).

### Založení

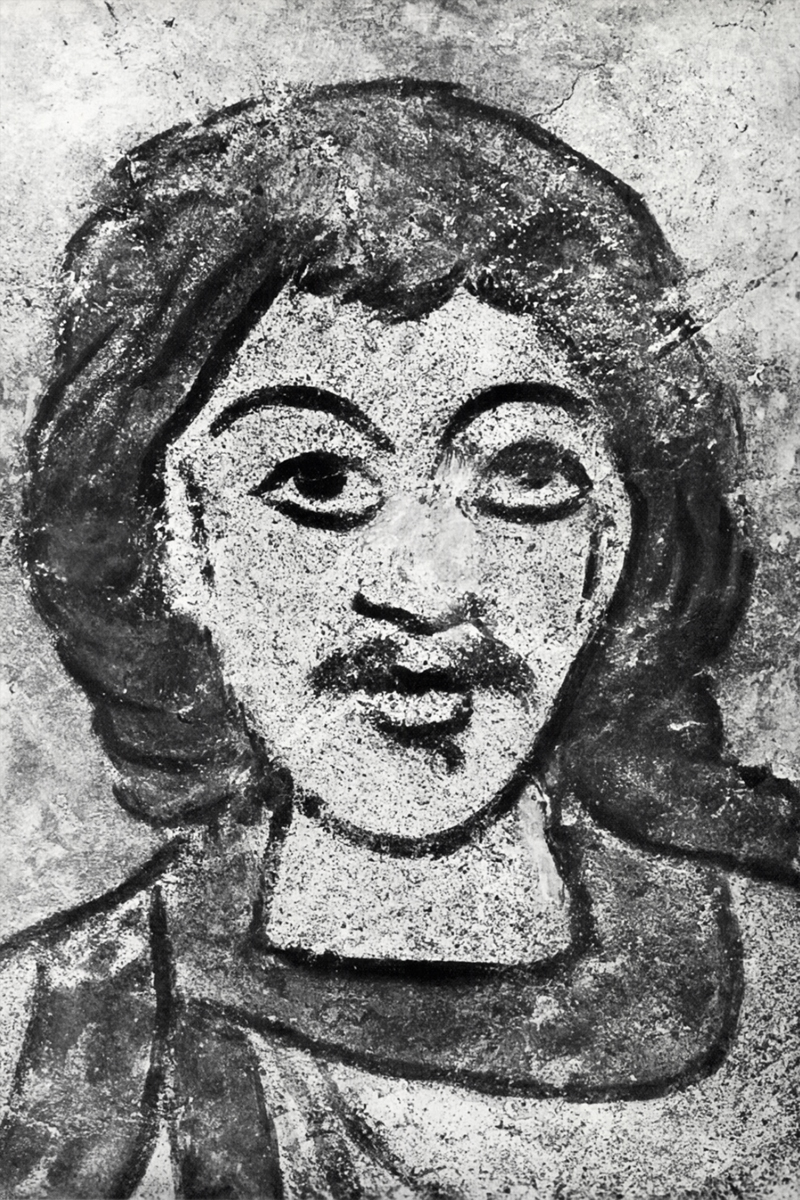
Břetislav I. český kníže z dynastie Přemyslovců (1002/1005–1055), kronikářem Kosmou zvaný jako „český Achilles“.

Opatství bylo založeno (fundace) Kazimírem I. Obnovitelem okolo roku 1044, podle Třetí hypotézy vzniku. Stalo se tak pravděpodobně po úpadku knížectví, které bylo způsobeno vzpourou pohanů a nájezdem českých vojsk Břetislav I. do Polska v roce 1039. Benediktini měli podpořit obnovu knížectví a také církve. První týnecký opat byl vysvěcen na krakovského biskupa roku 1046 a poté se stal i arcibiskupem, šlo o Aarona z Cluny (†1059). Část historiků se domnívá, že opatství bylo založeno již dříve v Krakově, a Týnské opatství založil teprve syn Kazimíra I. Boleslav II. Smělý.

#### První hypotéza vzniku
Dle díla Historia narodu polskiego Adama Naruszewicze z roku 1780, který interpretoval zápis dokumentu papežského legáta kardinála Egydia z Tuskula, který v Polsku pobýval v letech 1124–1125 a potvrdil svou listinu z roku 1105. Kdy na základě této listiny označil za fundátory kláštera krále Boleslava a královnu Juditu. Z toho odvodil, že by mohlo jít o prvního polského krále Boleslava I. Chrabrého (967–1025) a jeho dodnes neznámou manželku. Latinský text poukazuje na královský původ obou manželů. Tato hypotéza byla platná do konce 19. století.
Dnešní badatelé ztotožňují Juditu, ze zmiňované listiny, s třetí manželkou knížete Vladislava I. Hermana (1042–1102), Juditou Marii Švábskou (1054–1105). Juditě Marii Švábské náležel královský titul po jejím prvním manželovi, uherském králi Šalamounovi I. (1052/1053–1087). Titíž badatelé označují krále Boleslava, dle listiny legáta Egydia, za Boleslava II. Smělého, který byl korunován roku 1076.

#### Druhá hypotéza vzniku
Dle Tadeusze Wojciechowského, který na základě listiny z roku 1105, vyslovil v roce 1904 vlastní interpretaci. Krále Boleslava považoval za Boleslava II. Smělého (1076–1079) a Juditu za jeho manželku. Fundaci datoval do 70. let 11. století a tím i založení kláštera a pokusil se tak upřesnit dobu založení kláštera. Dle předchozích bádání je zřejmé, že Judita (fundátorka) nebyla manželkou Boleslava II. Smělého. K tomuto omylu přivedla T. Wojciechowského listina z 26. května 1229, kde je zmínka označující královnu Juditu přímo za manželku Boleslava.

#### Třetí hypotéza vzniku

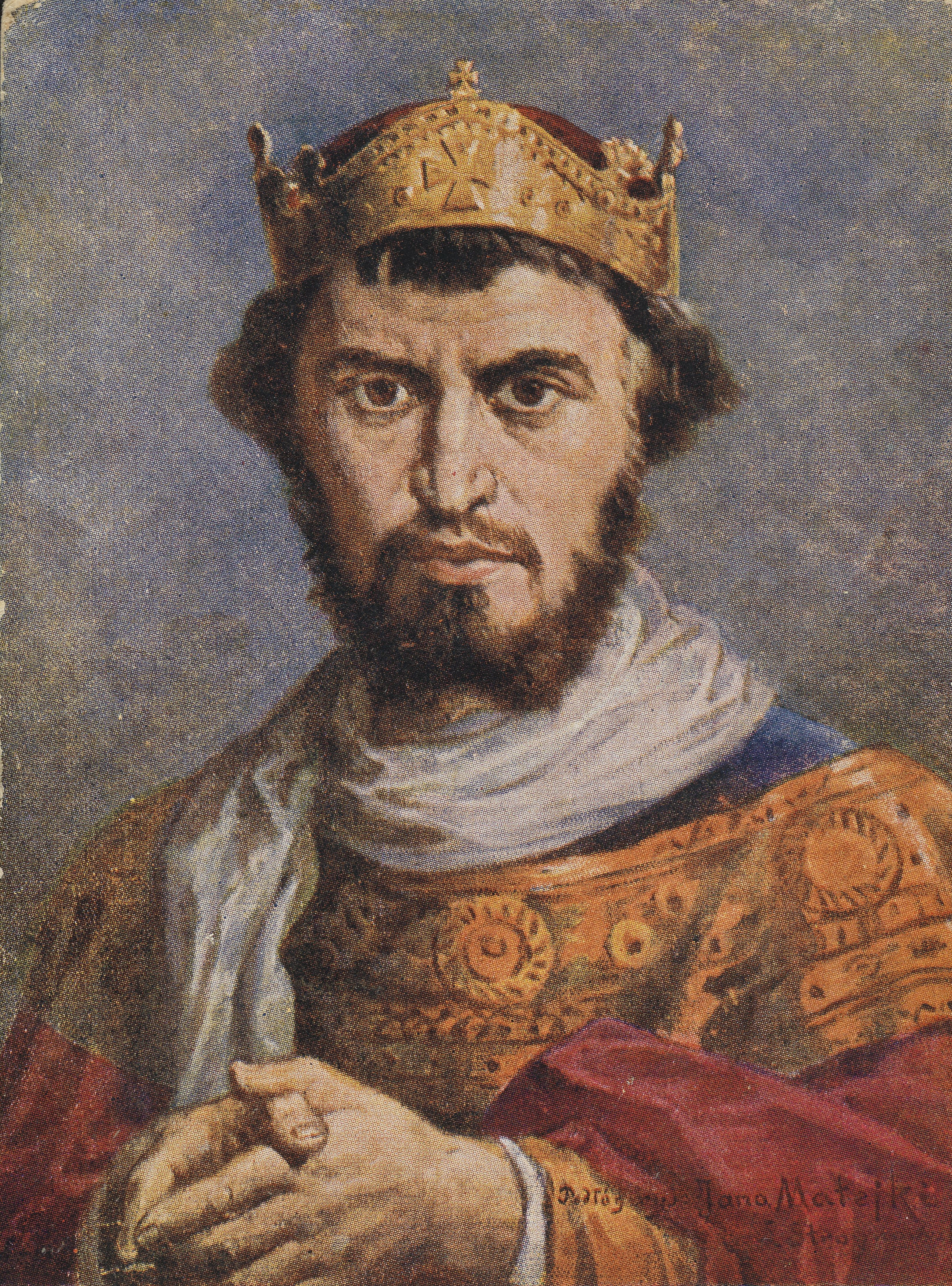
Kníže Kazimír I. Obnovitel (1016–1058)

Nejmladší a nejuznávanější hypotézou o založení kláštera je výklad, který čerpá informace z letopisů a polských kronik. Podle těchto zdrojů byl fundátorem kláštera Kazimír I. Obnovitel (1016–1058) a to v roce 1044. Gerard Labuda předložil důkaz, že první týnecký opat byl vysvěcen na krakovského biskupa roku 1046 a poté se stal i arcibiskupem. Týnecký klášter tedy musel existovat již před rokem 1046.

### Výstavba a rekonstrukce
V druhé polovině 11. století bylo postaveno několik románských staveb: trojlodní chrám a několik klášterních budov. Ve středověku se Týnec nacházel v pohraničním území. Blízkost sídelního města Krakova činila z opatství předmět sporu, jako místo obrany. Přechod Visly, tedy brod na úpatí kopce měl velký význam z hlediska dopravy, ale také ekonomicko-fiskální.
V první polovině 13. století byl klášter obehnán obrannou hradební zdí. Tento obranný systém se však ukázal jako nedostatečný, protože v roce 1259 byl klášter poničen během tatarské invaze. V druhé polovině 13. století byl v opatství postaven knížecí hrad na půdorysu trojúhelníku s věží ze strany ke srázu k Visle.
V roce 1306 Gerlach de Culpen, švagr biskupa Jana Muskaty, oblehl, dobyl a vypálil panství spřízněné s Vladislavem I. Lokýtkem. Na počátku 14. století byl ve východním křídle kláštera postaven klenutý kapitulní dům.

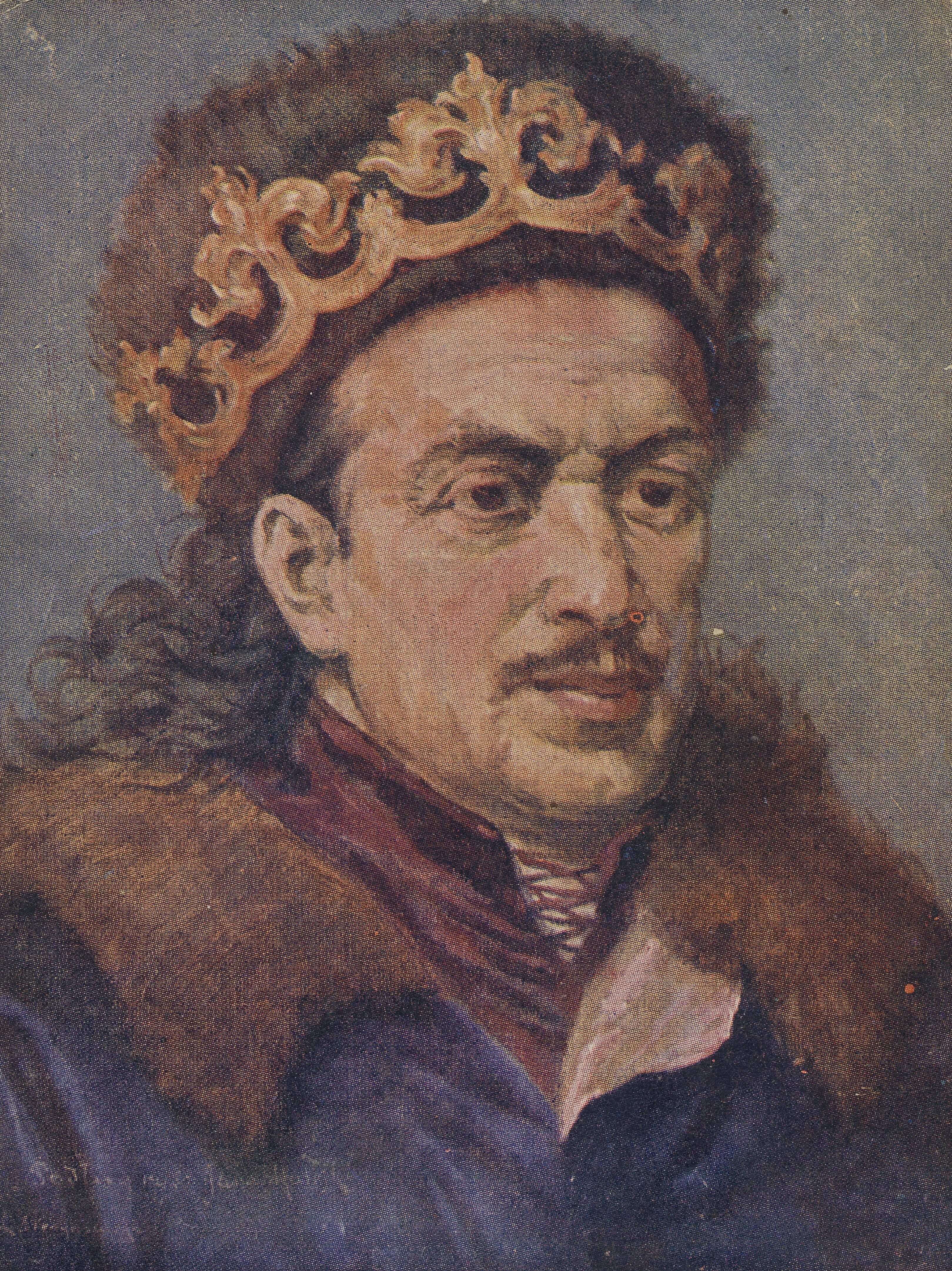
Polský král Kazimír IV. Jagellonský

V 15. století byly postaveny gotické terasy, které obklopovaly klášter. Nový gotický kostel, který byl vysvěcen v roce 1463 za opata Matěje Skawiny (polsky Maciej ze Skawiny). V 15. století patřili týnští benediktinově k nejbohatším klášterům v Polském království, jak napsal Jan Długosz: "Benediktini z Týnce měli zboží, skládající se ze „sto vesnic a pěti měst.“ Když v roce 1457 král Kazimír IV. Jagellonský (polsky Kazimierz IV Jagiellończyk) koupil knížectví Osvětimské a Zatorské, Tyniec ztratil svůj význam jako hraniční strážní místo. Z tohoto důvodu se v 16. století stala budova knížecího hradu majetkem kláštera a byla přeměněna na sídlo opata.
V letech 1618–1622 přestavěli benediktini gotický kostel do barokním slohu a v této podobě zůstal v podstatě nezměněn až do dnešní doby. Nový kostel byl vysvěcen 8. května 1622. Součástí barokní přestavby byl i klášter. Klášter byl zničen válkami v polovině 17. století, ale brzy byl opět barokně přestavěn a rozšířen, vč. knihovny.
V 18. století byly na úpatí kláštera postaveny obranné zdi s věžemi, později modernizované baštami. Další událost ovlivnila zkázu klášterních budov, a to v letech 1771–1772, kdy byly přeměny k obraně barské konfederace, viz heslo Bar (Ukrajina), která byla obklíčena ruskými vojsky, které ostřelovaly klášter.
V souladu s dohodou s Apoštolským stolcem wschowskiého konkordátu z roku 1737, měli polští králové pravomoc jmenovat a odvolávat opaty.
Další rekonstrukci provedl opat Florian Amand Janowski (1725–1801). V roce 1816 bylo opatství zlikvidováno rakouskými vojsky. V roce 1821 se kostel stal sídlem týnského biskupa Jiřího Tomáše Zieglera (1770–1852) (polsky Grzegorz Tomasz Ziegler). Tato diecéze byla v roce 1826 přesunuta do Tarnowa. Další ránu klášteru způsobil požár, který vznikl úderem blesku v roce 1831, a po kterém byl rekonstruován pouze kostel. Po celé 19. století bylo opatství dosti zanedbané, kostel byl obnoven pouze pro diecézi a to za přičinění kardinála Jana Puzyny de Kosielsko (1842–1911).
Mniši se díky iniciativě belgického benedikta, Karola van Oosta, vrátili do Týnce po 123 letech a to dne 30. července 1939 a do roku 1947 přestavěli zchátralý komplex. Opatství bylo zcela obnoveno v roce 1968.
Dne 8. května 1991 založil otec Vladimír Zatorský (polsky Włodzimierz Zatorski) Benediktinské nakladatelství Tyniec. Dne 14. ledna 2006, dekretem opata Bernarda Sawického vytvořili Benedicite, tedy samostatný ekonomický subjekt Tynského opatství. Následně začala poslední fáze rekonstrukce. Podnik "Benedicite" se zabývá mimo jiné prodejem výrobků pod značkou Benedictine Products. V červenci 2008 byla obnovena tzv. Velká ruina (polsky Wielka Ruina) a byl založen Benediktýnský institut kultury pod názvem Aby se chránilo dobro (polsky Benedyktyński Instytut Kultury pod nazwą Aby chronić Dobro).
19. srpna 2002 opatství navštívil papež Jan Pavel II.
V areálu kláštera je: muzeum o historii opatství, penzion, restaurace, kavárna a obchod s klášterními výrobky. Opatství patří k benediktinskému Sboru zvěstování.

### Seznam opatů do 18. století

#### Opati jmenovaní papežem
- Aaron (asi od 1044/1046–1059)
- Anchoras (okolo 1075)
- Berninus (okolo 1075–1083)
- Sieciech (Strzeszek) (1083–1095)
- Gilbert (?–1106)
- Beroldus (Bierołt) (?–1122)
- Brun (?– 1139)
- Prejectus (?–1151)
- Gotmar (?–1167)
- Hildebrand (1166–1167)
- Herman (1167– 1177)
- Miłowan (1177–1194)
- Chwalibóg (1194–1212)
- Michał (1213–?)
- Lutfryd (1224–1244)
- Jan (1244–1247)
- Bolebor (1247–1259)
- Wawrzyniec (1259 –1271)
- Modliboż (1271–?)
- Koźma (1273–1284)
- Wojciech (1287–1293)
- Maciej (1295–?)
- Michał (1304–1336)
- Bohusław (Bogusz) (1339–1343)
- Henryk (1343–1350)
- Jan ze Skawiny (1351–1374)
- Wojciech (1374–1382)
- Jan zvaný Janczo I., z Opatkowic (1382–1386)[24]
- Mścisław z Lusławic (1386–1410)[25]
- Mikołaj z Ratnaw (?)
- Dziersław z Zalasu (1411–1420)[26]
- Stanisław Rozkoszka, z Rozkochowa (1420–1435)[27]
- Bogdał Drobotowic, z Jodłownika (1436–1452)
- Maciej Skawinka, ze Skawiny (1452–1477)[28]
- Andrzej Ożga, z Ruszczy (1477–1487)
- Jan Sułowski, z Sułowa (1487–1497)
- Jan Piotrowski, z Piotrowic (1497–1512)
- Stanisław Baranowski, z Baranowa (1512–1526)
- Andzej Gniady, z Zabierzowa (1526–1541)[29]
- Wincenty Baranowski, z Baranowa (1542–1558)
- Jan Łowczowski (1558–1568)[30]
- Hieronim Krzyżanowski (1568–1573)
- Andrzej Brzechwa (1573–1593)

#### Opati jmenovaní polským králem
- Mikołaj Mielecki (1593–1604)[31]
- Stanisław Sułowski (1604–1618)
- Stanisław Łubieński (1618–1627)
- Henryk Firlej (1628–1653)[32]
- Kalor Ferdynand Waza (1635–1641)
- Piotr Gembicki (1641–1643)
- Jan Karol Konopacki (1643)[33]
- Andrzej Leszczyński (1644–1646)[34]
- Stanisław Pstrokoński (1646–1657)[35]
- Maciej Poniatowski (1657–1660)
- Hieronim Augustyn Lubomirski (1660–1685)[36]
- Józef Lubomirski (1685–1709)
- Stanisław Szembek (1709–1721)[37]
- Teodor Potocki (1723–1738)[38]
- Krzysztof Szembek (1739–1743)[39]

## Pamětihodnosti

### Klášterní kostel – trojlodní chrám s gotickým presbytářem a barokní lodí.
- Rokokový hlavní oltář z černého mramoru, zobrazující Nejsvětější Trojici a apoštoly sv. Petra a sv. Pavla, jehož tvůrcem byl Francesco Placidi (1710–1782).
- Pozdně barokní kazatelna ve tvaru lodi, udržovaná v černém a zlatém tónu, jehož tvůrcem byl nejspíše Franz Joseph Mangoldt (1695–1761).
- V dlouhém presbytáři, který tvoří náboženský sbor, jsou niky ze 17. století, zdobené motivy ze života světců, včetně sv. Benedikta.

### Klášterní budovy
- Arkýřová chodba v gotickém stylu.
- Kapitulní síň z 14. století.
- Pokoje opata z doby středověku, dnes je zde malé muzeum.
- Historická studna z roku 1620 uprostřed nádvoří.
- Dvě klášterní brány.
- Renesanční zahrada

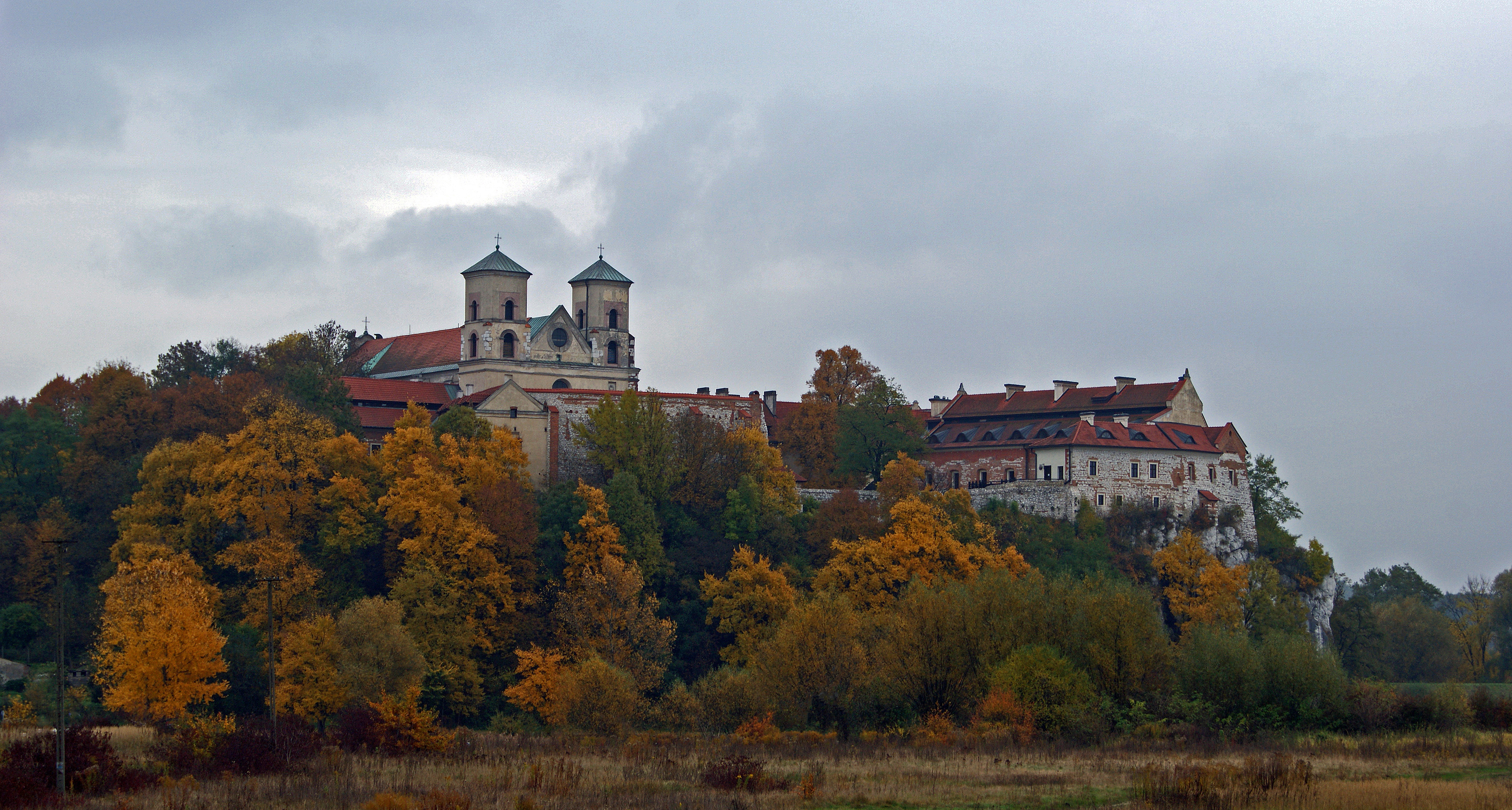
Obranná zeď s baštami.   - Pohled na klášter, přes Vislu, od vesnice Piekary (polsky Piekary Śląskie)
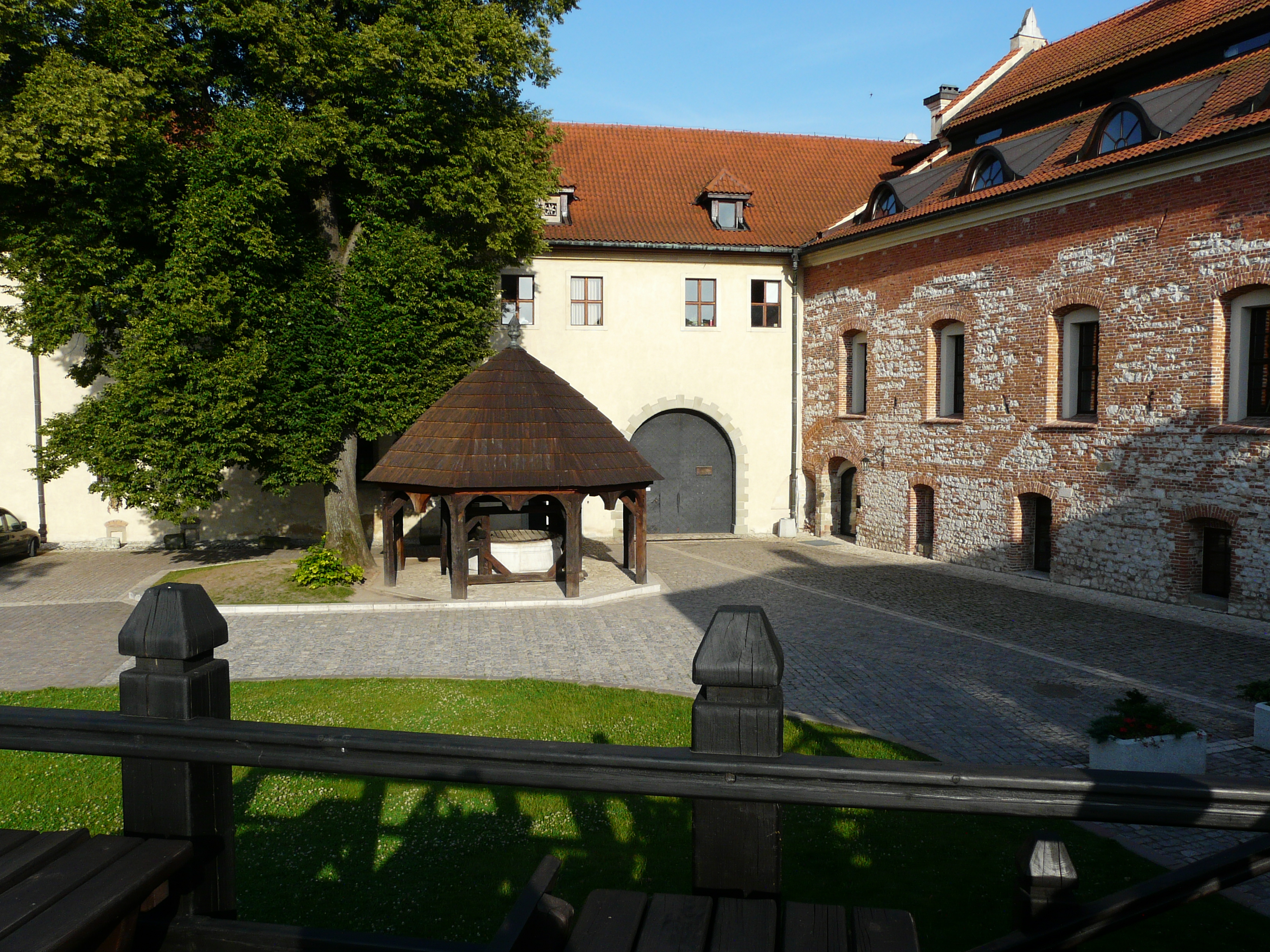
Nádvoří se studnou.
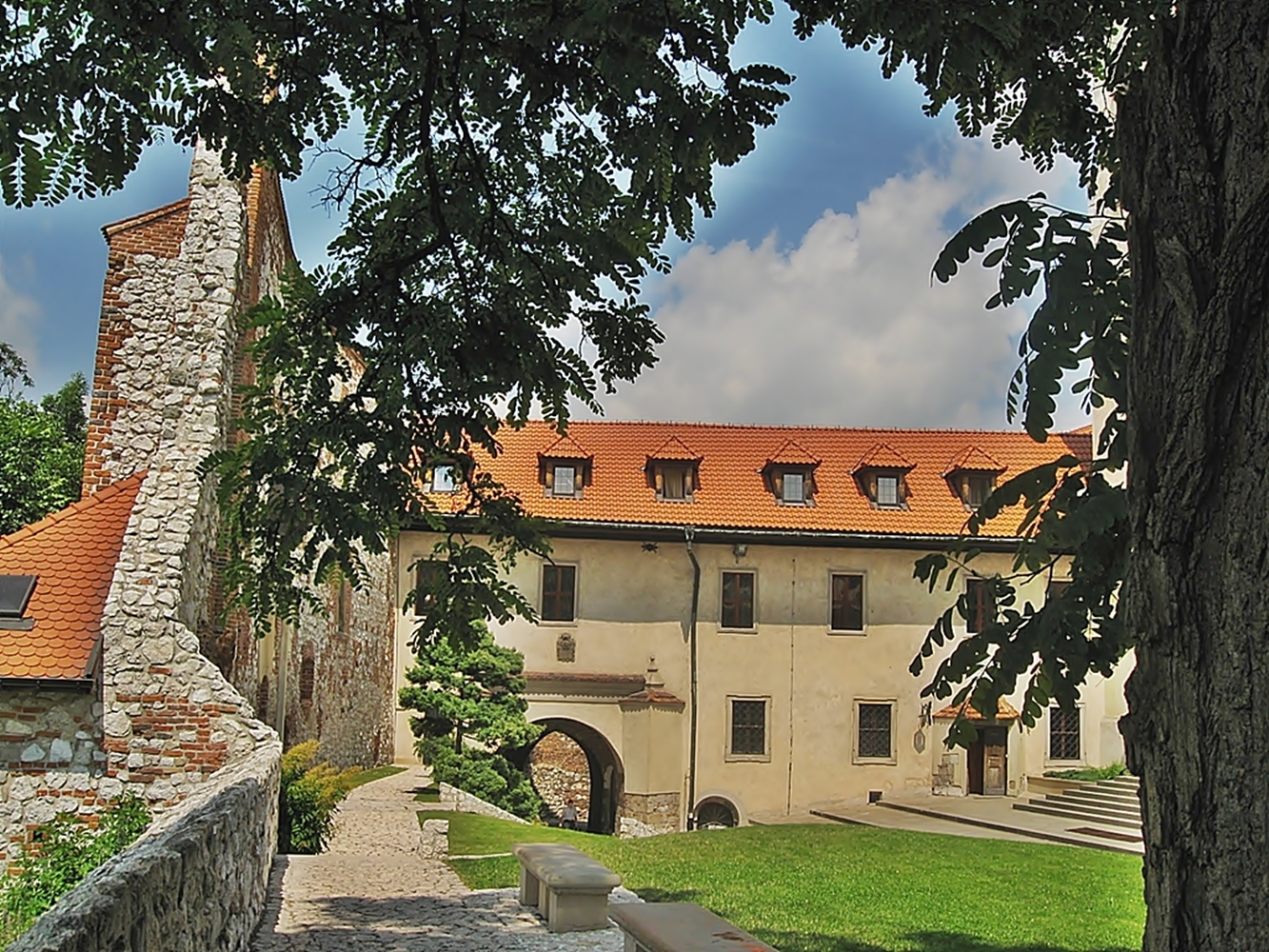
Areál kláštera.
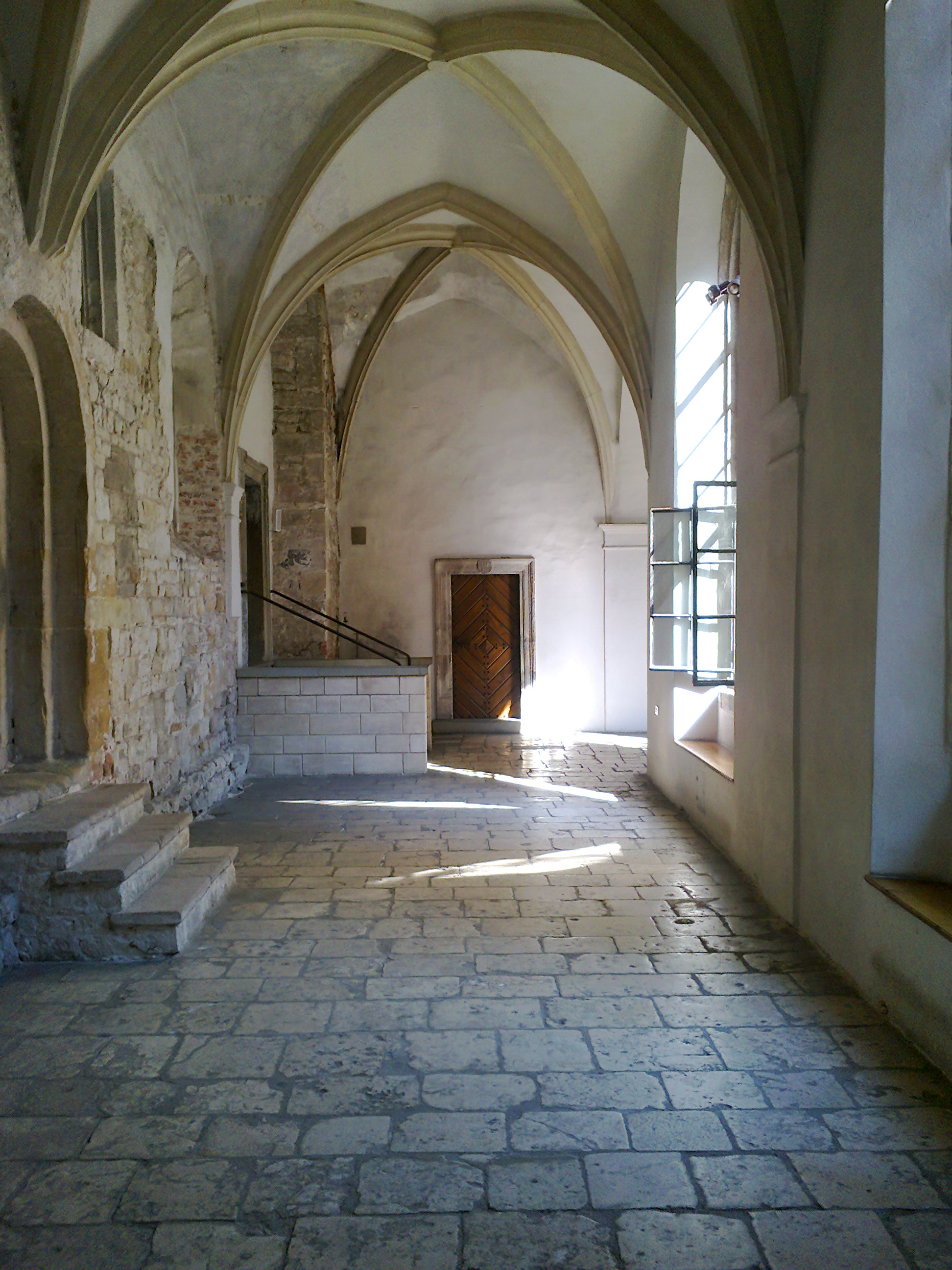
Klenby.
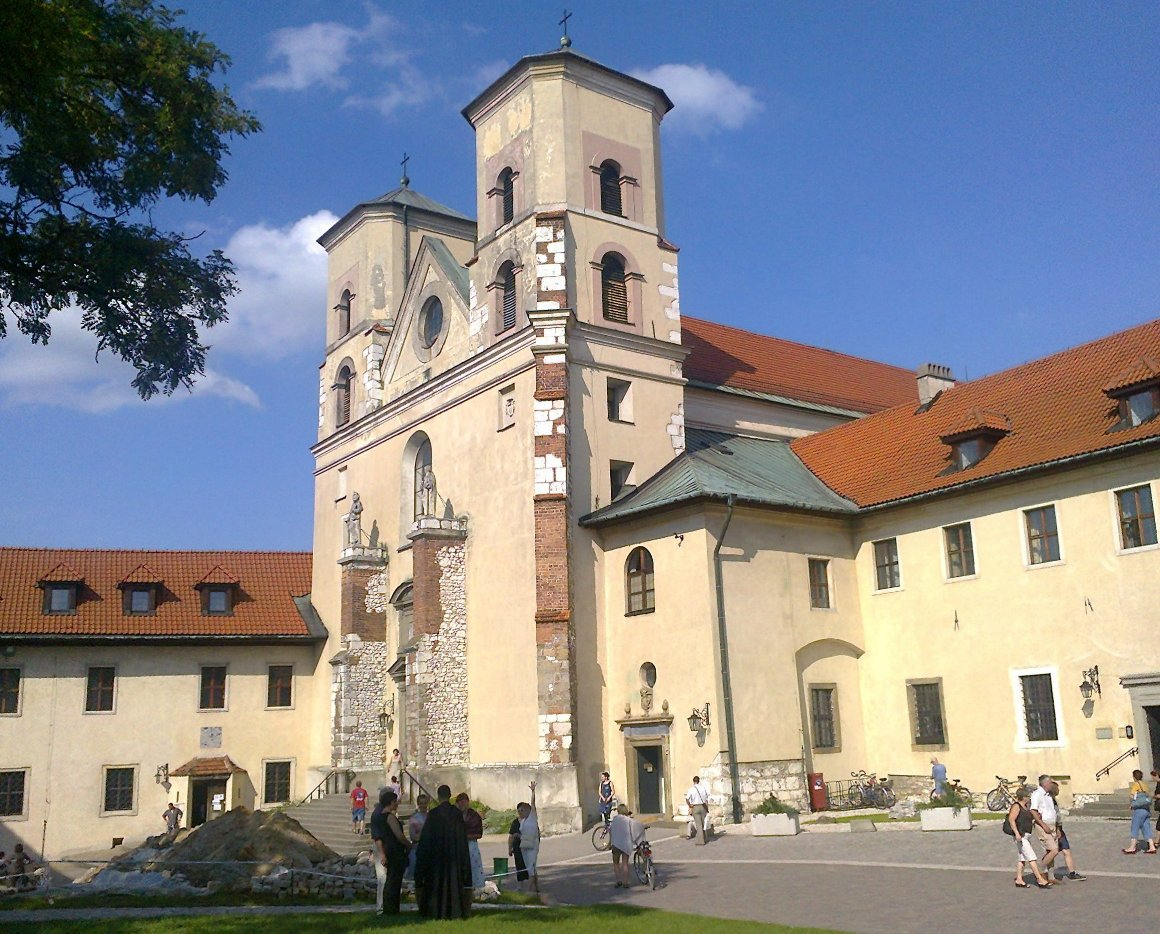
Kostel sv. Petra a Pavla.
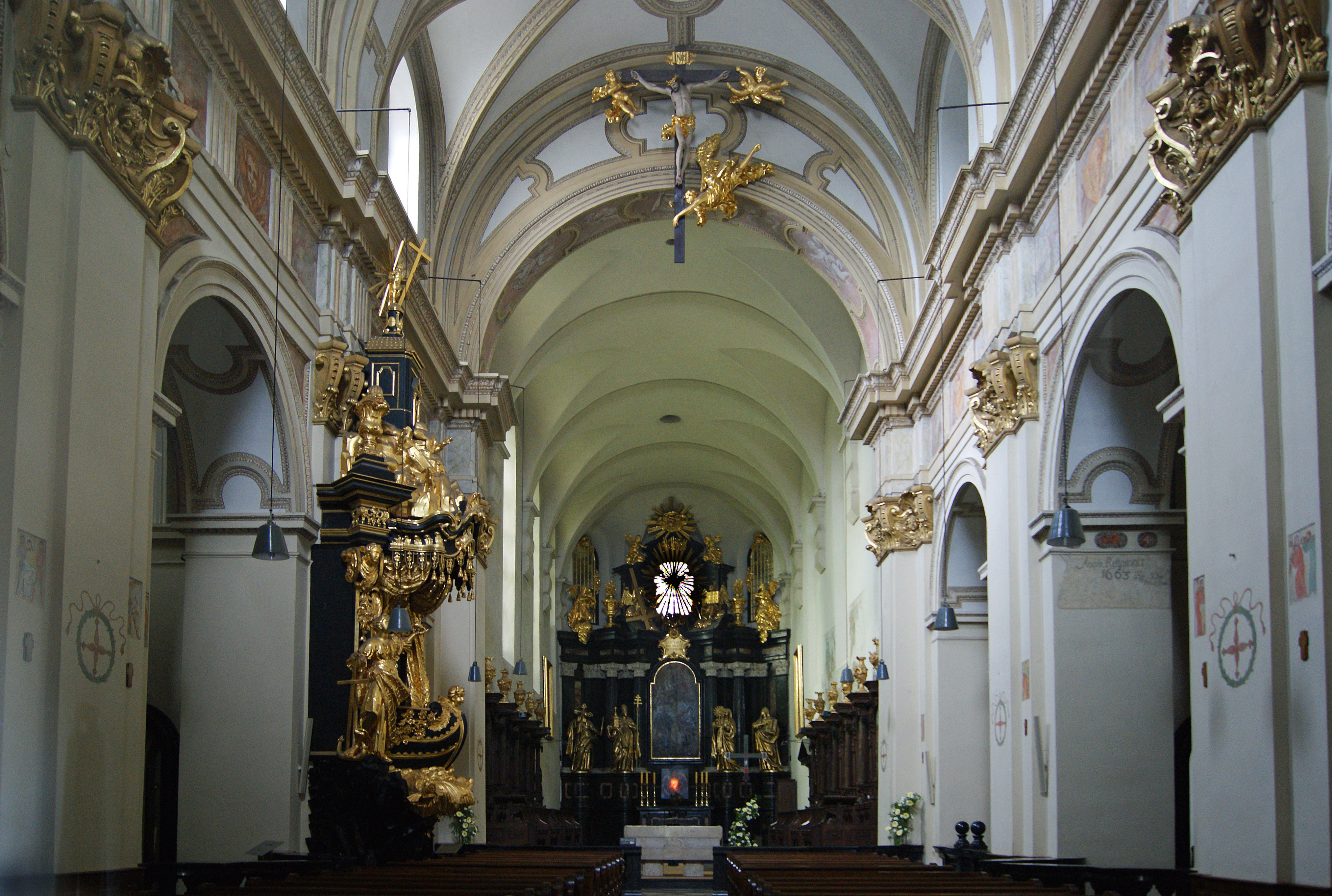
Barokní interiér kostela
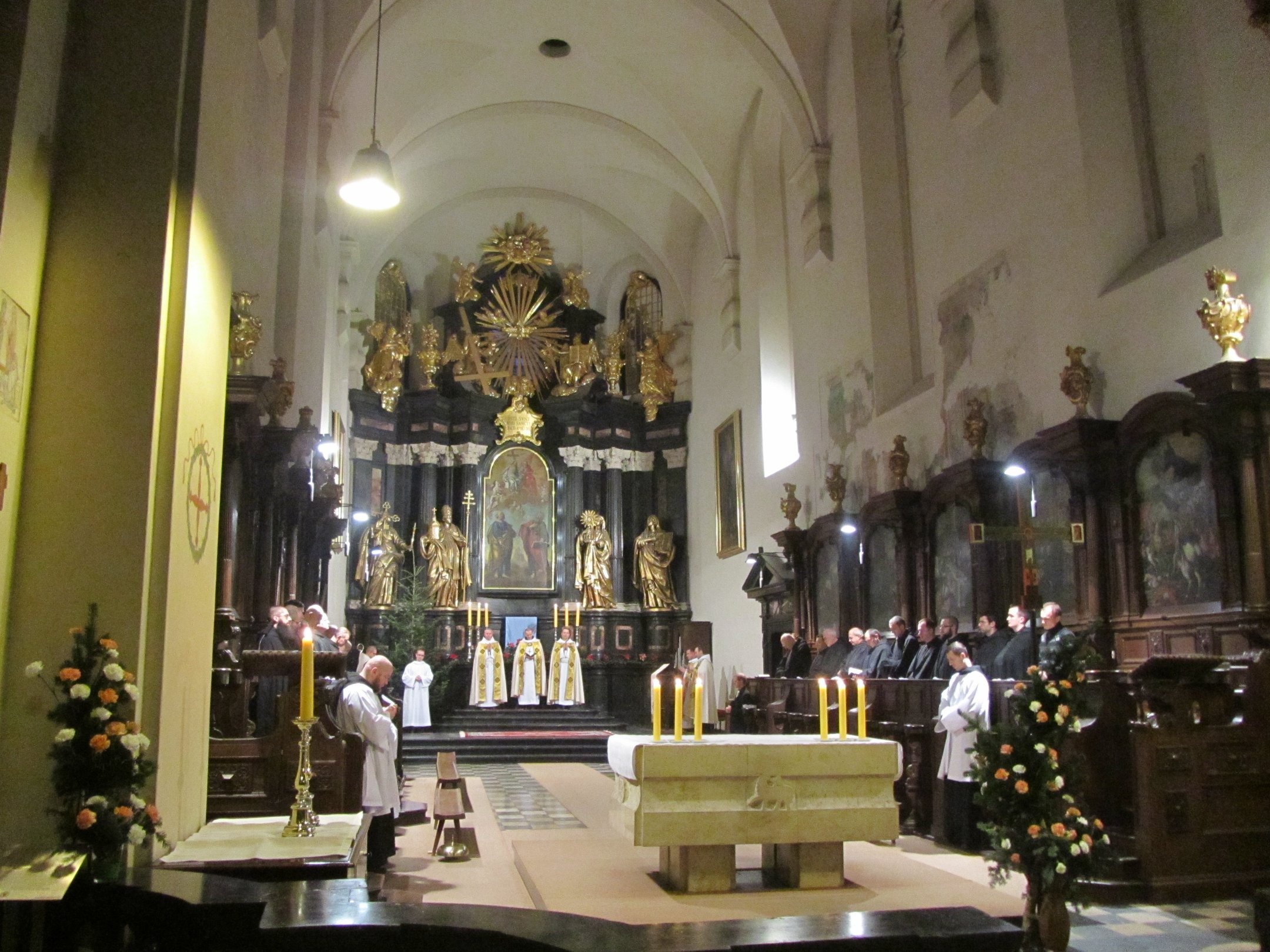
Przebi
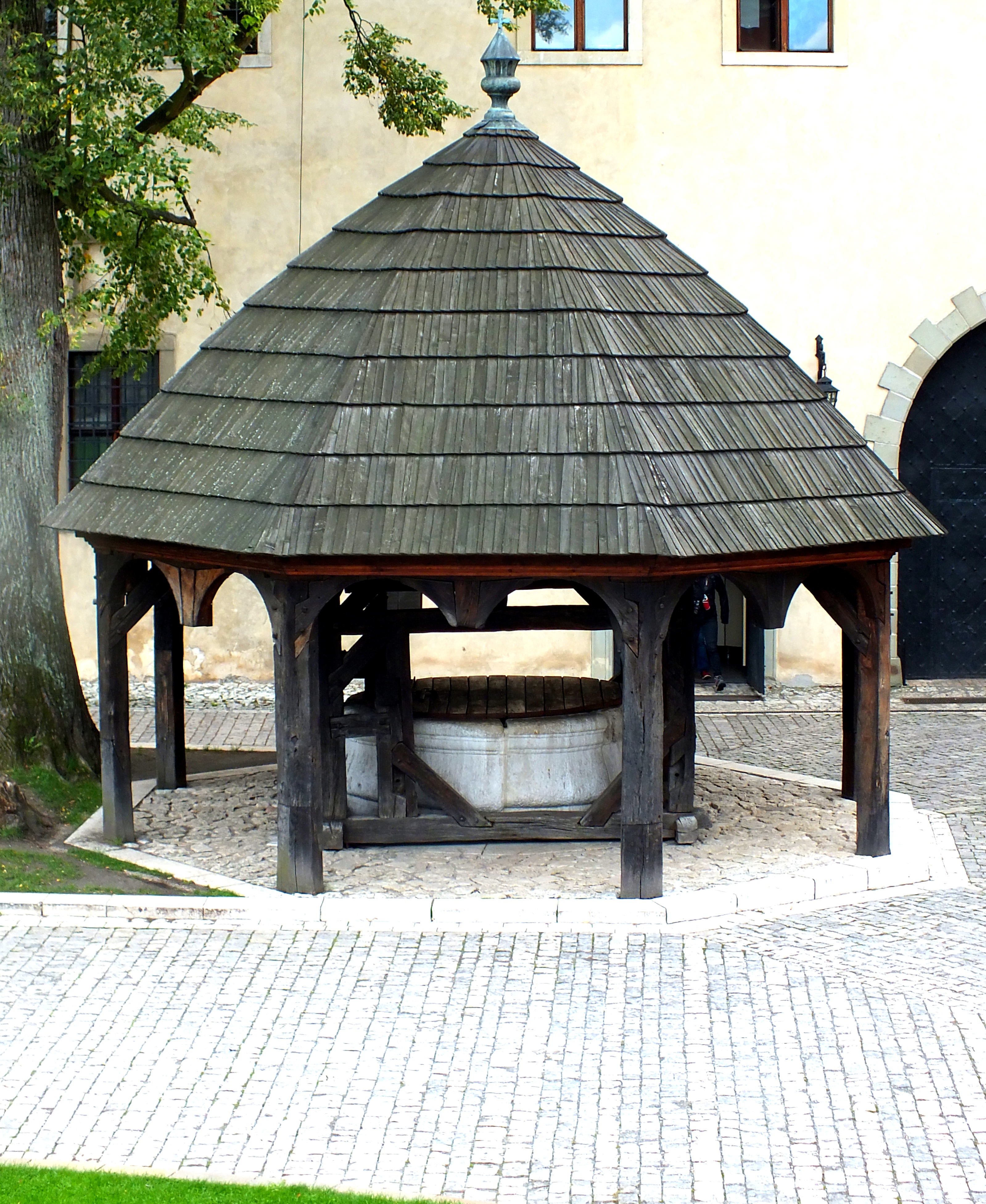
Studna
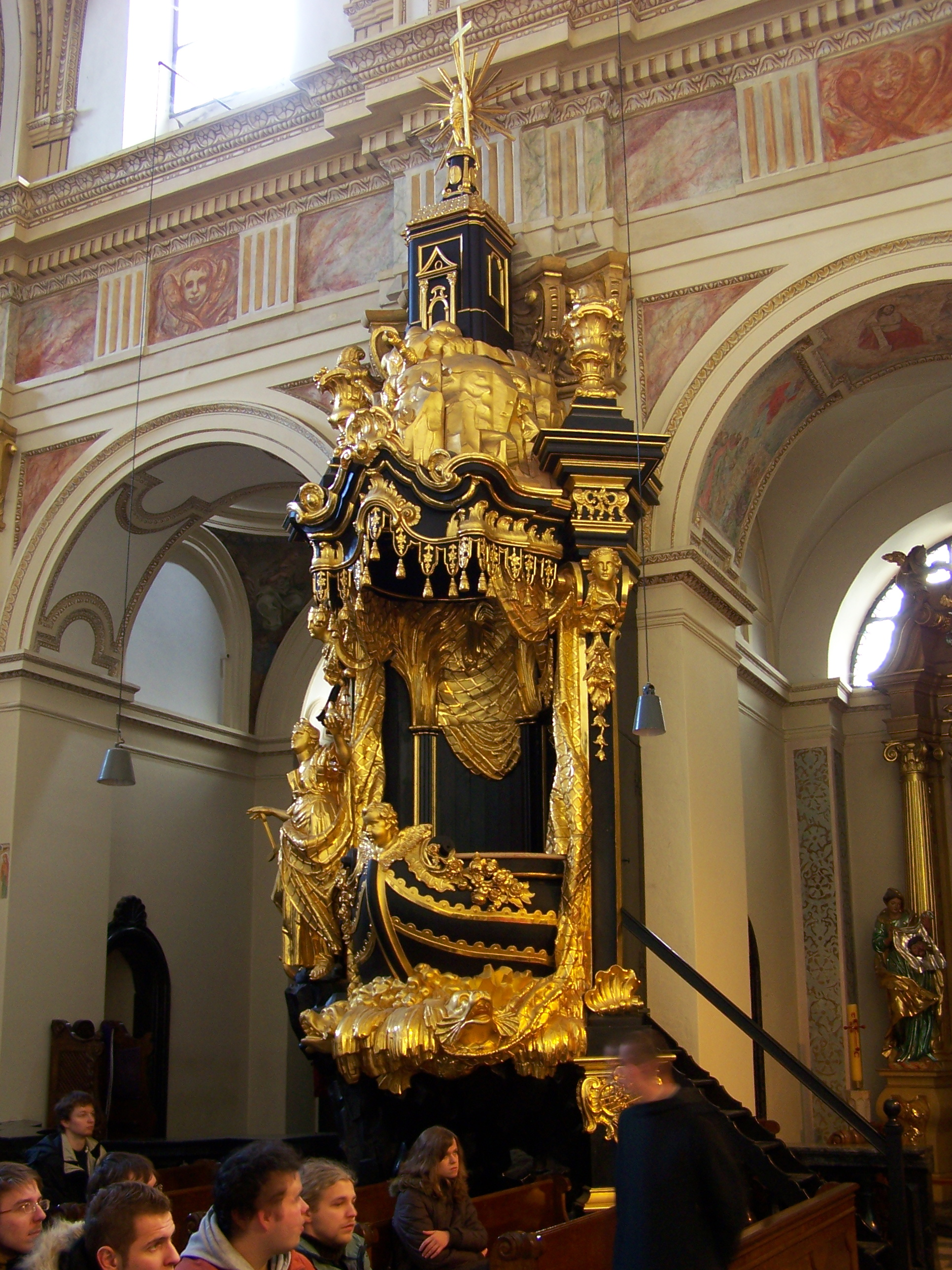
Kazatelna, také ambona
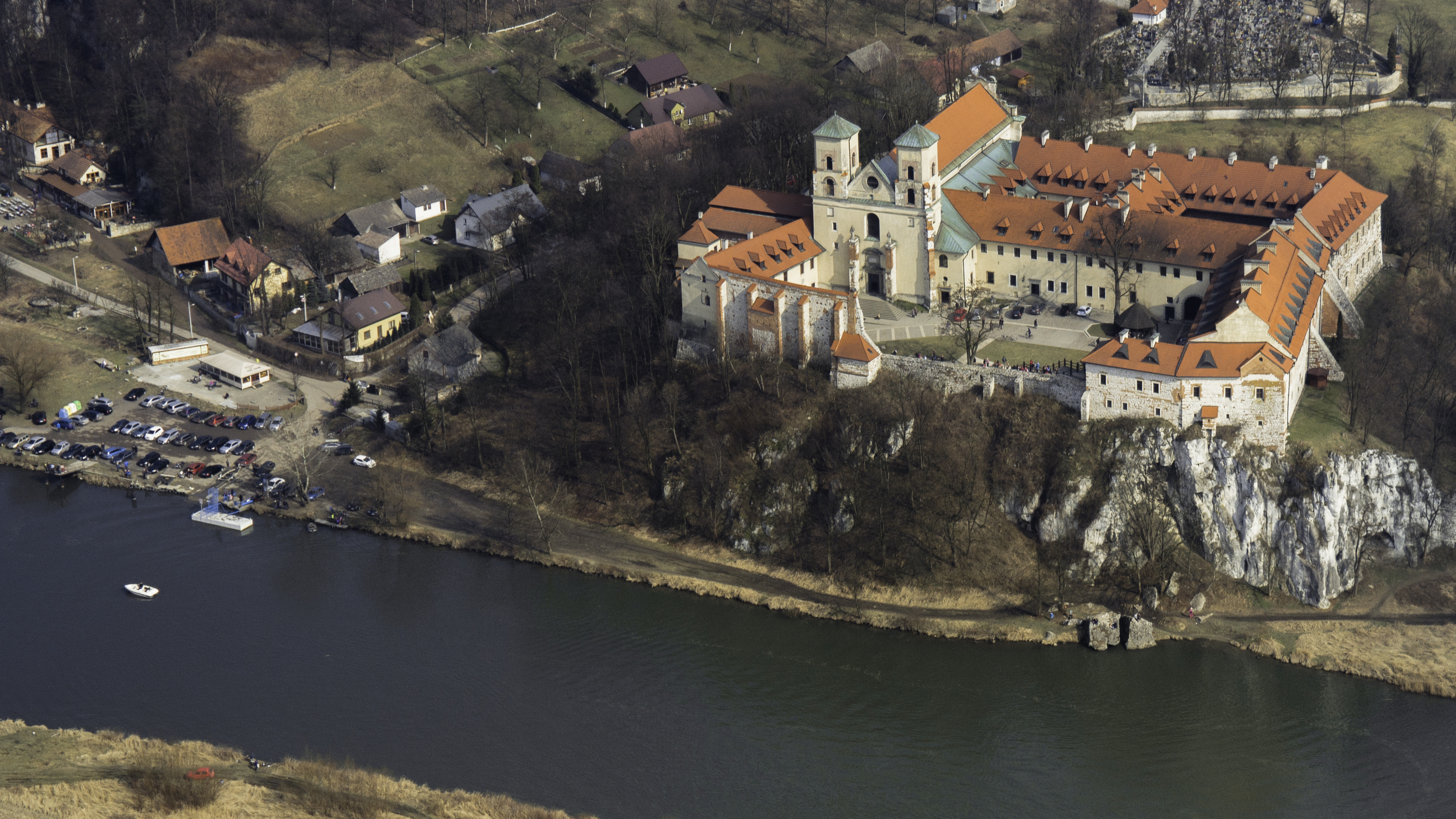
Soubor budov opatství.
Znak Tynieckého opatství.
  - Nádvoří se studnou.
  - Areál kláštera.
  - Klenby.
  - Kostel sv. Petra a Pavla.
  - Barokní interiér kostela
  - Przebi
  - Studna
  - Kazatelna, také ambona
  - Soubor budov opatství.
  - Znak Tynieckého opatství.
Exteriéry opatství byly použity ve filmu Ohněm a mečem (polsky Ogniem i mieczem), režiséra Jiřího Hoffmana (polsky Jerzy Hoffman), jako pohled na dobyté ukrajinské město Bar.

Poblíž kláštera, na břehu Visly, je zastávka lodní dopravy (linka č.2, GPS 50.020124, 19.80154), která zajišťuje dopravu do centra města Krakov.